# Centre Court
Centre Court (česky centrální dvorec) je travnatý tenisový dvorec, největší a hlavní kurt tenisového oddílu All England Lawn Tennis and Croquet Club, který leží v jihozápadní londýnské části Wimbledonu. Od roku 1922 je dějištěm třetího grandslamu sezóny – nejstaršího turnaje na světě, Wimbledonu, včetně finálových zápasů. Kapacita dvorce činí 14 979 míst k sezení.

## Historie a charakteristika
Centrální dvorec leží u Aorangi Terrace a jako jediný ze čtyřiceti devíti kurtů All England Clubu je určen pouze pro čtrnáctidenní turnaj konaný na přelomu června a července. V jiném období se na něm nehraje, pouze udržuje odolný 100 % víceletý jílek vytrvalý, který je stříhán na výšku 8 milimetrů. Jeho součástí je královská lóže (angl. The Royal Box) určená pro členy britské panovnické rodiny a další významné hosty, včetně bývalých wimbledonských vítězů. V tomto boxu jsou prezidentem klubu princem Edwardem předávány trofeje vítězům a finalistům soutěží čtyřher.

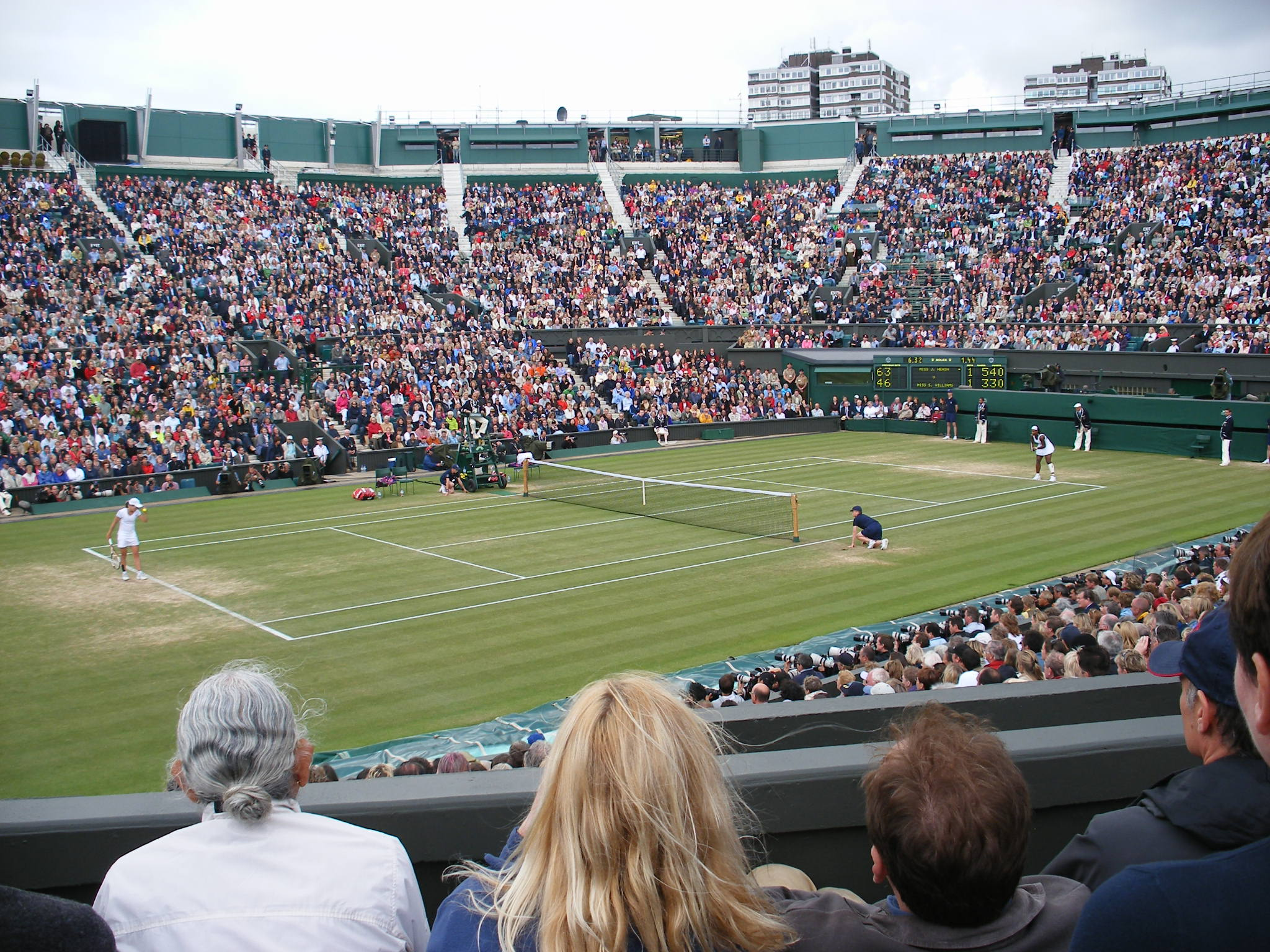
Wimbledon 2007 byl odehrán bez střešního krytu.

Název „Centre Court“ je přejat od pojmenování hlavního dvorce, který se nacházel na původní lokalitě wimbledonského klubu v ulici Worple Road. V něm proběhl úvodní ročník turnaje v roce 1877. Hlavní dvorec tehdy zaujímal centrální postavení, obklopen dalšími tenisovými hřišti. Po přesunu klubu do nového asi kilometr vzdáleného dějiště na Road Church v roce 1922 byl zachován jednoduchý název kurtu. Poštovní směrovací číslo je SW19.
V říjnu 1940 během druhé světové války byl zasažen pěti 500 librovými leteckými pumami a došlo ke zničení 1 200 míst. Celková oprava skončila až v roce 1949.
Původní střecha z roku 1922 byla několikrát rekonstruována. Roku 1979 došlo k jejímu zvýšení o jeden metr, což umožnilo nárůst počtu diváků o 1 088 osob. Další úprava následovala v roce 1992, kdy byl kryt kompletně vyměněn a hlediště změněno tak, že návštěvníkům na 3 601 sedadlech poskytovalo lepší přímý pohled na dvorec, než tomu bylo do té doby.
Podle tradice zahajují wimbledonský program na centrkurtu obhájci singlových trofejí. V první hrací den – pondělí, mužský obhájce, a druhý hrací den – úterý, ženská šampionka předchozího ročníku.

### Zatahovací střecha

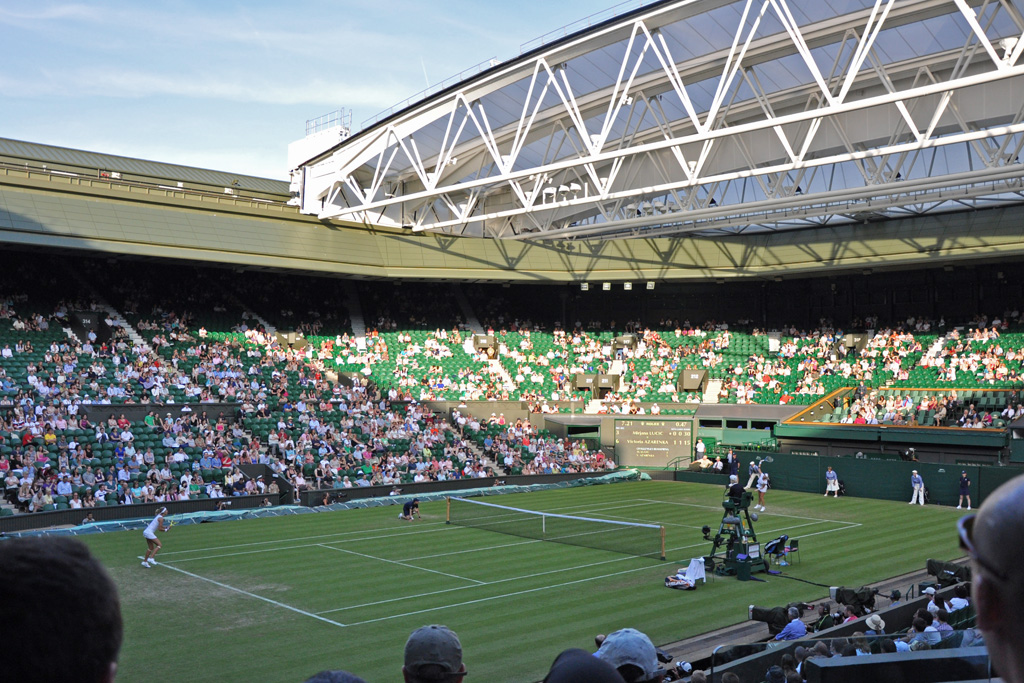
Zatahovací střecha připravená překrýt dvorec

Po dlouholeté debatě tenistů, odborníků i fanoušků klub přijal rozhodnutí opatřit kurt zatahovací střechou. Práce započaly po skončení Wimbledonu 2006. V dubnu 2009 byla dokončena instalace pojízdné zatahovací střechy, která propouští přirozené denní světlo, je opatřena umělým osvětlením a její zatažení trvá 10 minut. Wimbledon 2007 byl hrán bez střešního krytu. Střecha umožňuje pokračování utkání v případě deštivého počasí a díky osvětlení také za tmy.
Prvním testem nové konstrukce se stal exhibiční zápas uskutečněný 17. května 2009 mezi Andre Agassim, Steffi Grafovou, Timem Henmanem a Kim Clijstersovou. V rámci instalace také došlo k navýšení kapacity diváků ze 14 000 na 15 000 sedadel, když bylo přidáno šest nových řad na východní, severní a západní straně hlediště. Vznikly také nové prostory pro média, komentátorské boxy a stará výsledková tabule byla nahrazena novou s LCD obrazovkou. Nová sedadla jsou širší, zvýšil se počet schodišť i výtahů v útrobách kurtu. K roku 2009 tak centrální dvorec představoval čtvrtý největší tenisový stadión světa.

#### Utkání pod střechou

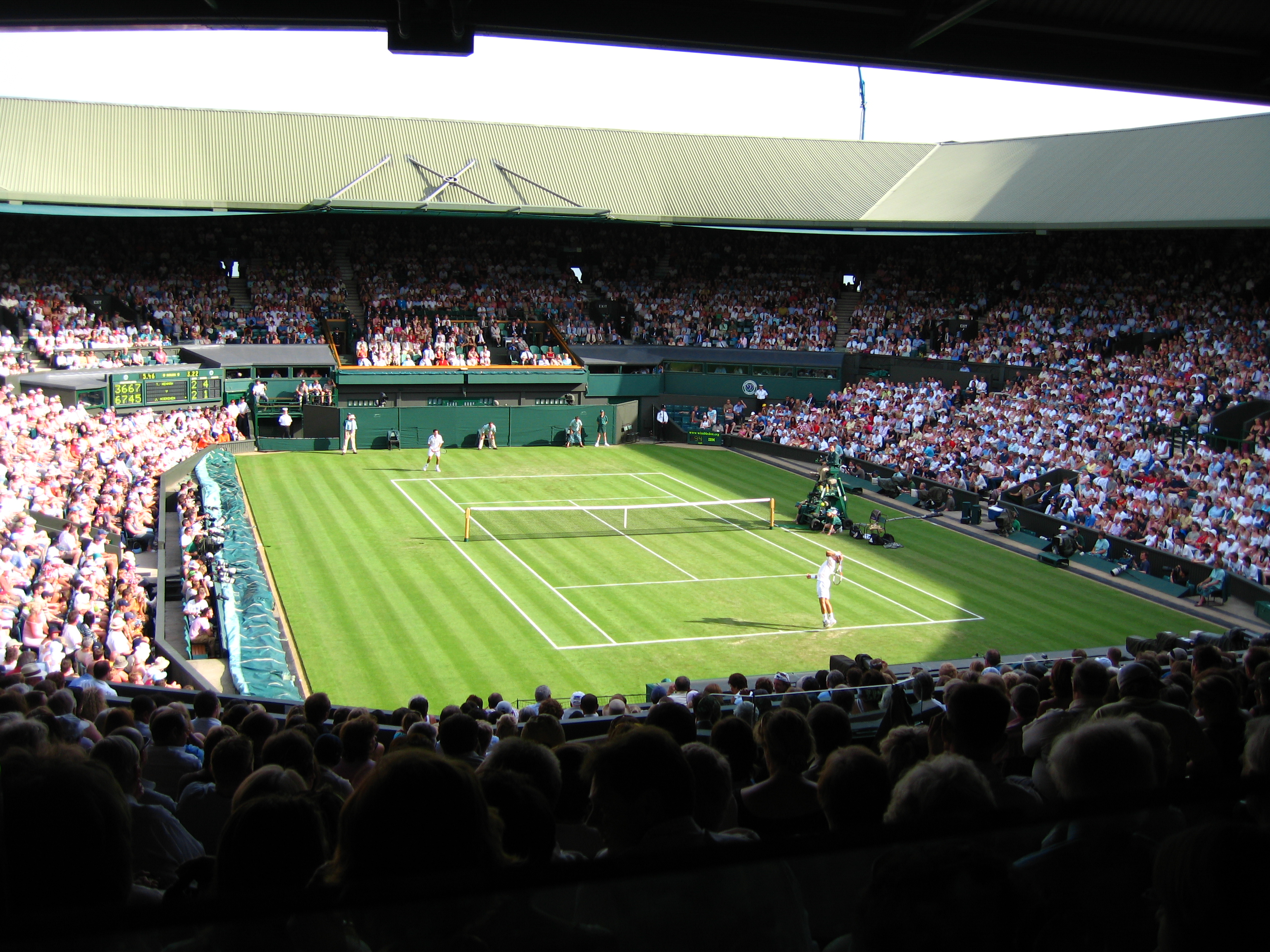
Wimbledon 2005: Henman–Nieminen

Pravidla londýnského grandslamu nařizují, že po zatažení střechy musí být utkání dohráno již pod tímto krytem i v případě ukončení deště. Některé zápasy jsou tak dohrávány pod střechou i za slunečného počasí.
K prvnímu zatažení střechy během turnaje došlo 29. června 2009 okolo 16.40 hodin v zápase čtvrtého kola ženské dvouhry Wimbledonu 2009 mezi Amélií Mauresmovou a Dinarou Safinovou.
Premiérový zápas, jenž se celý odehrál pod střechou, proběhl ve čtvrtém kole mužské dvouhry stejného roku 2009 mezi Andy Murraym a Stanislasem Wawrinkou. Hra na otevřeném centrálním dvorci nikdy předtím nepokračovala po 21.17 hodině pro sníženou viditelnost nastupujícího šera. 30. června 2012 skončilo čtyřsetové utkání mužské dvouhry Wimbledonu 2012 mezi Britem Andy Murraym a Kypřanem Marcosem Baghdatisem ve 23.02 hodin místního času, čímž se stalo nejdéle hraným zápasem do nočních hodin ve wimbledonské historii.

## Tenisové události

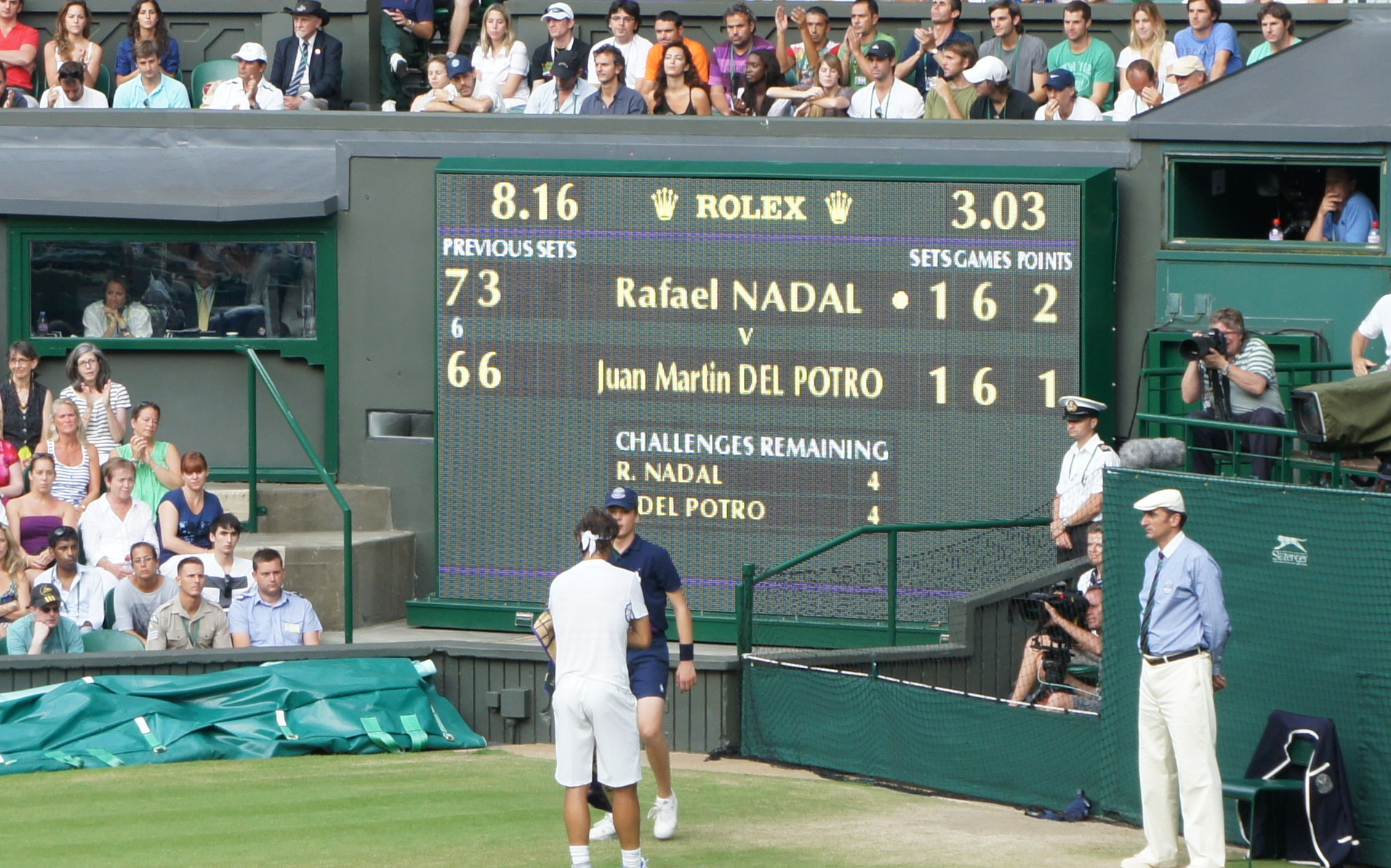
Nová výsledková tabule s LCD obrazovkou

V letech 1934, 1935, 1936 a 1937 centrální dvorec hostil finále Davisova poháru.
Tři týdny po skončení Wimbledonu 2012 se na něm a dvorcích č. 1 a č. 2 uskutečnily tenisové soutěže Letních olympijských her 2012.

## Výsledková tabule
Výsledková tabule centrálního dvorce je jednou z jeho nejtypičtějších součástí.
Předchozí tabule, na níž se výsledek a jména zobrazovaly v podobě bodů byla instalována v roce 1982. V rámci rekonstrukce byla roku 2008 nahrazena novou tabulí s displejem z tekutých krystalů (LCD), která umožňuje zobrazovat dopady míče vyhodnocené systémem jestřábího oka. Obě tabule byly vyrobeny společností Rolex.

## Nápis
Nad vchodem hráčů na tenisový dvorec je umístěn citát z básně „Když...“ Rudyarda Kiplinga, v němž stojí:
„If you can meet with triumph and disaster and treat
those two impostors just the same… “
„Když proti triumfu i ponížení
jak proti svůdcům spolčeným jsi kryt... “